# Stati del Sacro Romano Impero (Q)
Questo è un elenco degli stati del Sacro Romano Impero, inizianti per la lettera Q:
| Nome                                   | Tipologia                                                                    | Provincia                    | Seggio | Formazione | Note |
| -------------------------------------- | ---------------------------------------------------------------------------- | ---------------------------- | ------ | ---------- | --- |
| Quadt Conti di Quadt in Wykradt e Isny | 1752: Contea del Sacro Romano Impero                                         | Provincia del Basso Reno     | WF     |            | 1502: Acquisisce Wykradt 1803-1806: Acquisisce Isny 1814: Annessa alla Prussia |
| Quedlinburg                            | Abbazia                                                                      | Provincia dell'Alta Sassonia | RP     | 931        | 1465: Voto collettivo 1801: Secolarizzato 1803: alla Prussia 1807: alla Vestfalia 1815: alla Prussia |
| Querfurt                               | Signoria                                                                     |                              |        | 950        | 1466: Annessa alla Baviera-Naumburg |
| Querfurt                               | 1137: Signoria 1663: Principato del Sacro Romano Impero di Sassonia-Querfurt | Provincia dell'Alta Sassonia |        |            | 950: prima menzione dei Signori di Querfurt 979: prima menzione del castello di Querfurt 1137: Feudo del Magdeburgo Acquisisce la Contea di Mansfeld Acquisisce la Contea di Seeburg Acquisisce la Signoria di Schraplau 1496: Estinzione della linea dei Signori di Querfurt; il feudo passa al Magdeburgo 1635: all'Elettorato di Sassonia 1656: al Sassonia-Weissenfels 1746: Estinzione della linea di Sassonia-Querfurt; passata alla Sassonia 1815: alla Prussia |